# Xã Platte, Quận Morrison, Minnesota
Xã Platte (tiếng Anh: Platte Township) là một xã thuộc quận Morrison, tiểu bang Minnesota, Hoa Kỳ. Năm 2010, dân số của xã này là 357 người.